# Böhmische Eishockeymeisterschaft 1938/39
Während der Spielzeit 1938/39 trugen die Eishockeyvereine Zentralböhmens ihre eigene Meisterschaft aus, nachdem nach der Vorsaison der Spielbetrieb der 1. Liga, der höchsten tschechoslowakischen Spielklasse, eingestellt wurde. Mittelböhmischer Meister wurde der LTC Prag, der im Vorjahr auch tschechoslowakischer Meister wurde.

## Münchner Abkommen und Auswirkungen auf den Spielbetrieb
Nach dem Münchner Abkommen und der Annexion des Sudetenlands verlor der tschechoslowakische Eishockeyverband die Vereinigung der deutschen Sportvereine, zu denen 47 Vereine mit 1005 Spielern gehörten. Zudem existierten in dem annektierten Gebiet insgesamt auch 32 tschechische Vereine mit 516 Spielern, die ebenfalls nicht mehr am Spielbetrieb teilnehmen konnten.
Der Spielbetrieb in der Rest-Tschechoslowakei konzentrierte sich auf Böhmen. In der Slowakei wurden regionale Meisterschaften organisiert, aus denen VŠ Bratislava, ŠK Zilina, ŠK Banská Bystrica und der HC Tatry als Sieger hervorgingen. 
Das landesweite Finalturnier konnte wegen Tauwetters nicht ausgespielt werden. In manchen Quellen wird daher der LTC Prag nicht nur als mittelböhmischer, sondern auch als tschechoslowakischer Meister bezeichnet.
Aufgrund des Ausbruchs des Zweiten Weltkriegs fand im von den Deutschen besetzten Protektorat Böhmen und Mähren ebenso wie in der Slowakei anschließend zwischen 1939 und 1944 eine eigene Meisterschaft statt und der Spielbetrieb der tschechoslowakischen 1. Liga wurde erst nach Kriegsende zur Saison 1945/46 wieder aufgenommen.

## Mittelböhmen
Die sieben Teams trafen je einmal aufeinander. Meister wurde der Tabellenführer am Saisonende. Einzig das Spiel zwischen HOVS Prag und dem I. ČLTK Prag wurde nicht ausgetragen.

### Tabelle
| Pl. | Team           | Sp. | S | U | N | Tore  | Pkt. |
| --- | -------------- | --- | - | - | - | ----- | ---- |
| 1.  | LTC Prag       | 7   | 7 | 0 | 0 | 61:01 | 14   |
| 2.  | AC Sparta Prag | 7   | 4 | 2 | 1 | 41:06 | 10   |
| 3.  | HOVS Prag      | 6   | 4 | 1 | 1 | 33:14 | 9    |
| 4.  | I. ČLTK Prag   | 6   | 3 | 2 | 1 | 31:08 | 8    |
| 5.  | SK Smíchov     | 7   | 1 | 2 | 4 | 10:32 | 4    |
| 6.  | SSC Říčany     | 7   | 1 | 1 | 5 | 06:38 | 3    |
| 7.  | ČASK Prag      | 7   | 1 | 1 | 5 | 12:48 | 3    |
| 8.  | SK Zbraslav    | 7   | 1 | 1 | 5 | 07:54 | 3    |

### Beste Torschützen
- Mike Buckna (LTC) – 20 Tore
- Drahoš Jirotka (Sparta) – 17 Tore
- Josef Maleček (LTC) – 12 Tore
- Oldřich Hurych (Sparta) – 11 Tore
- Oldřich Kučera (LTC) – 11 Tore
- Jiří Tožička (ČLTK) – 9 Tore
- Robert Robětín (ČLTK) – 8 Tore
- Jaroslav Drobný (ČLTK) – 7 Tore

### Meistermannschaft des LTC Prag
| Torhüter      | Bohumil Modrý, Antonín Houba |
| Abwehrspieler | František Pácalt, Jaroslav Pušbauer, Vilibald Šťovík, Bate                                                                                 |
| Stürmer       | Ladislav Troják, Josef Maleček, Mike Buckna, Oldřich Kučera, František Pergl, Jaroslav Císař, Viktor Lonsmín, Jindřich Krammer, Jan Plocek |
| Trainer       | Mike Buckna |

## Südböhmen
Die sechs Teams trafen je zweimal aufeinander, nicht alle Ergebnisse sind bekannt oder wurden ermittelt.
| Pl. | Team                        | Sp. | S | U | N | Tore  | Pkt. |
| --- | --------------------------- | --- | - | - | - | ----- | ---- |
| 1.  | DSK Tábor                   | 10  | 9 | 0 | 1 | 43:14 | 18   |
| 2.  | SK Písek                    | 10  | 7 | 1 | 2 | 35:14 | 15   |
| 3.  | AC Stadion České Budějovice | 9   | 5 | 1 | 3 | 40:26 | 11   |
| 4.  | SK České Budějovice         | 9   | 2 | 2 | 5 | 22:32 | 6    |
| 5.  | Skauti Třeboň               | 9   | 1 | 2 | 6 | 14:36 | 4    |
| 6.  | SK Strakonice 1908          | 7   | 0 | 0 | 7 | 6:38  | 0    |